# Fiat Ritmo
Fiat Ritmo – samochód osobowy klasy kompaktowej produkowany pod włoską marką FIAT w latach 1978–1988.

## Historia i opis modelu

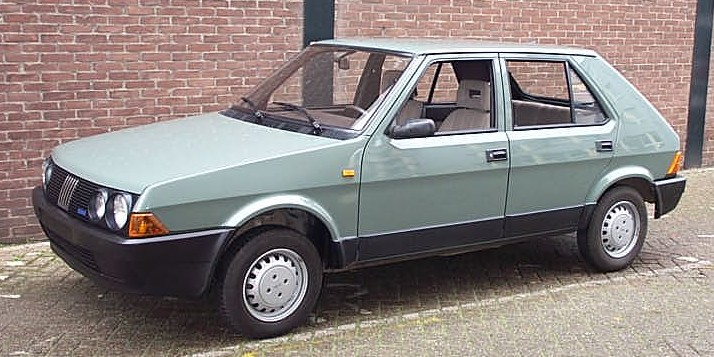
Fiat Ritmo po liftingu

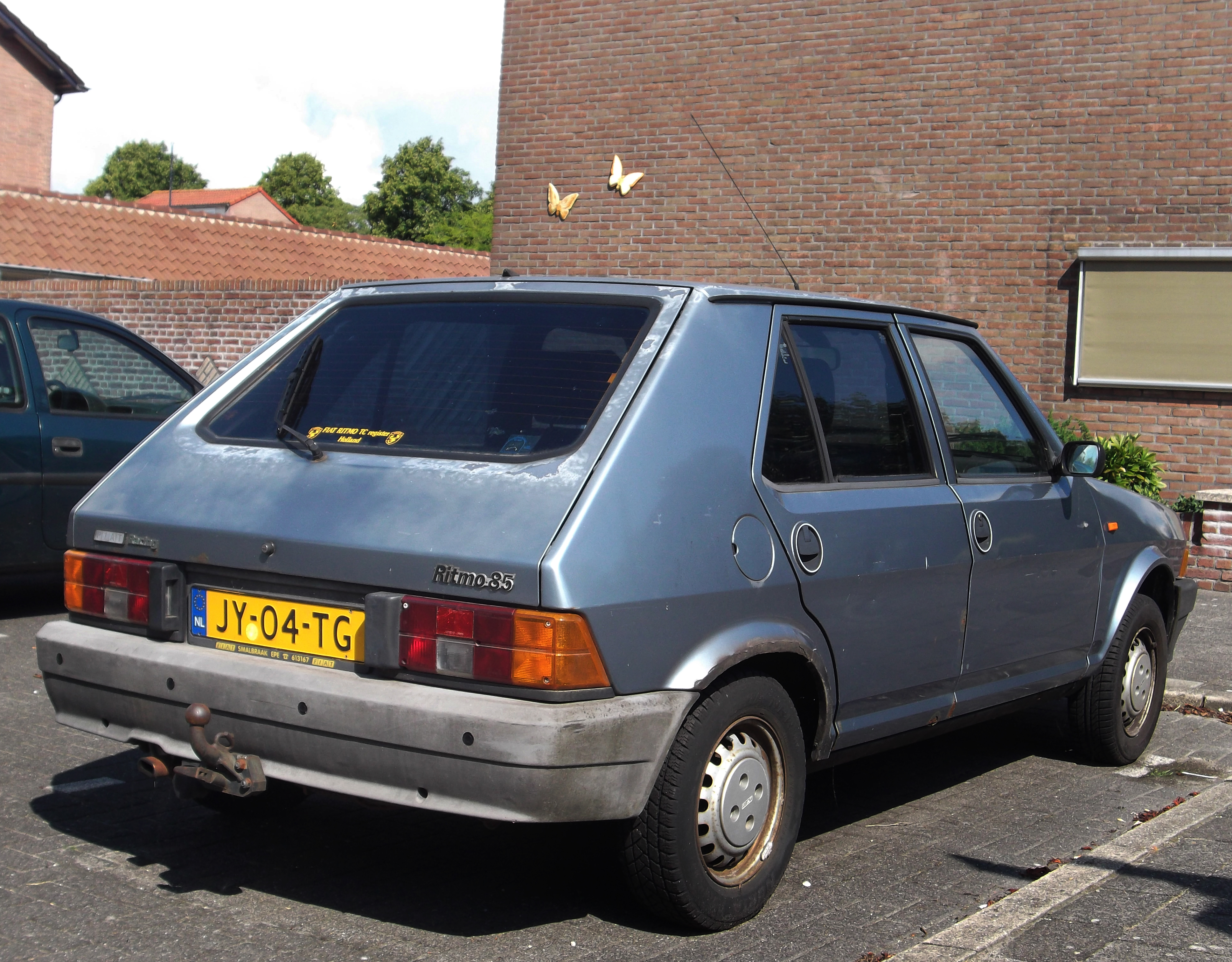
Fiat Ritmo - tył po liftingu

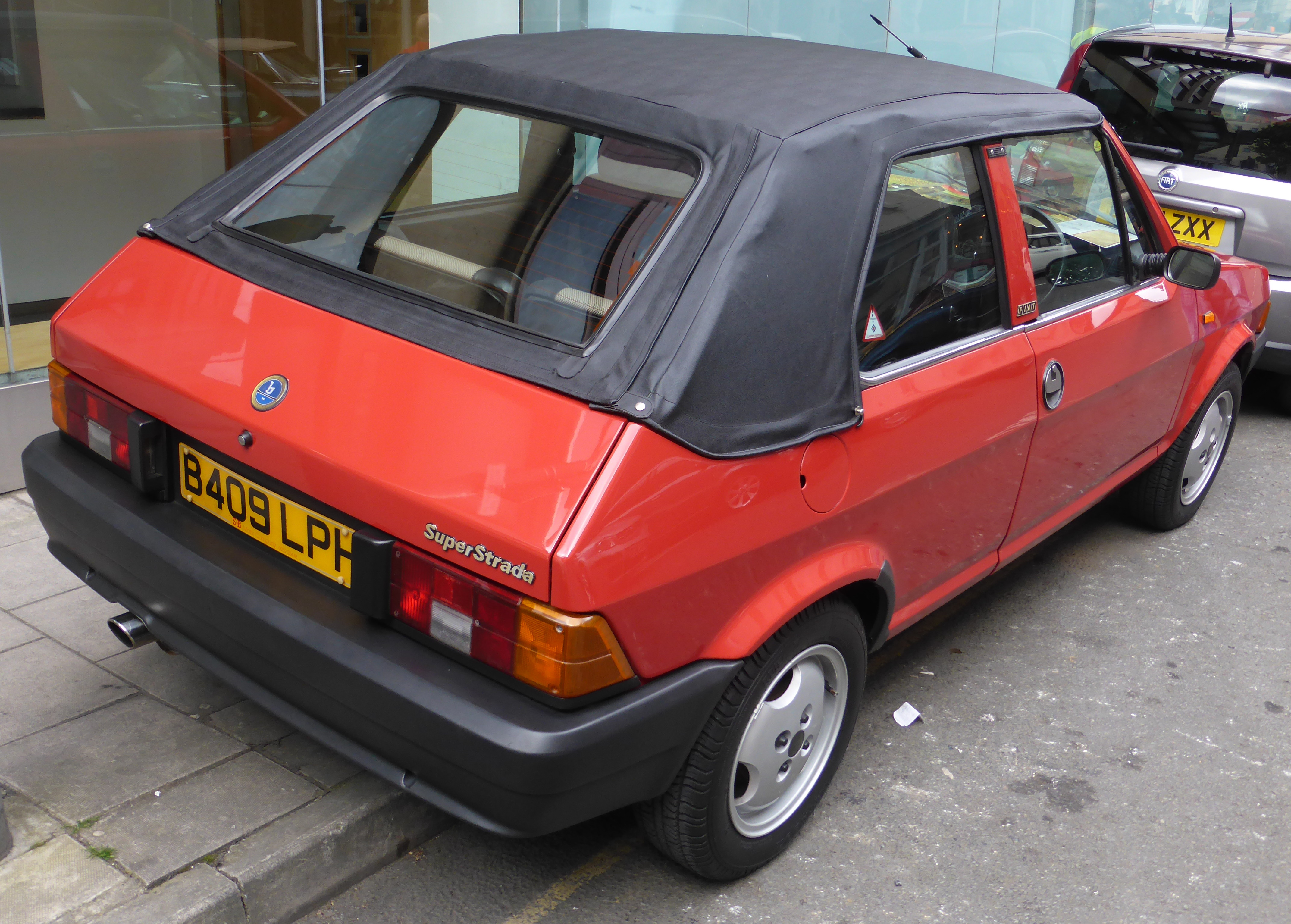
Fiat Ritmo Cabriolet

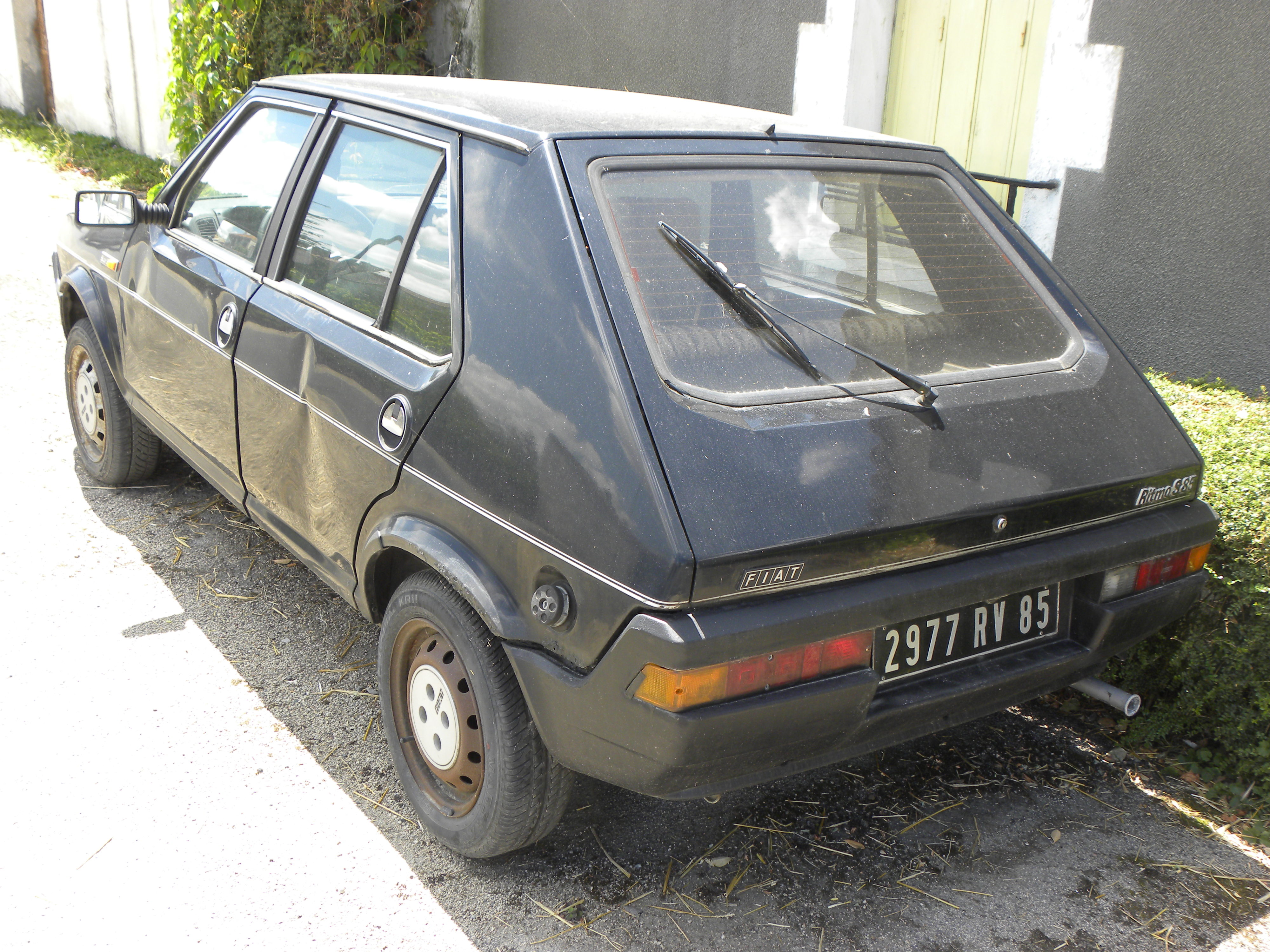
Fiat Ritmo - tył przed liftingiem

Samochód został po raz pierwszy oficjalnie zaprezentowany podczas targów motoryzacyjnych w Turynie w 1978 roku. Nazwa Ritmo (rytm) symbolizować miała dynamikę ówczesnej epoki. Wybrana została z ponad czterystu propozycji, a oznaczenia cyfrowe na końcu nazwy Ritmo oznaczają moc zastosowanego silnika.
Pojazd charakteryzował się ostrym, klinowo opadającym przodem oraz wykonanymi z tworzywa sztucznego zintegrowanymi z bryłą nadwozia zderzakami. W przeciwieństwie do dawnych modeli marki zrezygnowano zupełnie z chromowanych elementów nadwozia na rzecz plastików w kolorze matowym. W 1981 roku podczas targów motoryzacyjnych we Frankfurcie zaprezentowano przygotowany na bazie pojazdu kabriolet, który opracowany został w studiu Bertone. W 1982 roku przeprowadzono modyfikację nadwozia pojazdu. Zmieniono kształt atrapy chłodnicy, pas przedni uzupełniły cztery reflektory. Ostatni lifting samochodu przeprowadzono w 1985 roku. Pozbyto się m.in. okrągłych klamek.
W plebiscycie na Europejski Samochód Roku 1979 samochód zajął 2. pozycję (za Talbotem Horizonem).
W latach 1980–81, 495 samochodów Ritmo zostało zmontowanych w zakresie montażu końcowego w Polsce w FSO; w przeciwieństwie do innych montowanych, nie nosiły one już nazwy Polski Fiat.

### Wyposażenie
- L
- CL

### Silniki
Od początku produkcji pojazd oferowany był z trzema silnikami benzynowymi o mocach: 60, 65 i 75 KM. W 1980 roku wprowadzono silnik wysokoprężny, który zbudowany został przez dawnego inżyniera Ferrari, Aurelio Lampredi. Był to silnik o pojemności 1.7 l i mocy 58 KM. Rok później wprowadzono wersje Super 75 oraz Super 85. Pierwsza z nich otrzymała silnik 1.3 o mocy 75 KM, a druga 1.5 o mocy 85 KM. Wprowadzono także sportową wersję pojazdu 105TC z silnikiem DOHC zasilanym gaźnikiem Webera z Fiata 131 o mocy 105 KM. Na rynek wprowadzono także modele sygnowane logo Abartha. Auto wyposażone zostało w 2 l silnik o dwóch mocach: 125 i 130 KM.